# Luis Santibáñez
Luis Alberto Santibáñez Díaz (* 7. Februar 1936 in Antofagasta; † 5. September 2008 in Santiago de Chile) war ein chilenischer Fußballtrainer. Er gewann mit Aufsteiger Unión San Felipe einmal und mit Unión Española dreimal die chilenische Meisterschaft, mit dem Barcelona Sporting Club die ecuadorianische Meisterschaft. Er trainierte von 1977 bis 1982 die chilenische Nationalmannschaft, mit der er an der Weltmeisterschaft 1982 teilnahm.

## Karriere

### Anfänge und erste Erfolge
Im Jahr 1953, im Alter von 15 Jahren, nahm er an einem Trainingskurs des ungarischen Trainers Máximo Garay in Antofagasta teil. Später besuchte er einen weiteren Kurs  unter der Leitung von Luis Tirado, dem ehemaligen Trainer des Nationalteams. Er sammelte in den Jugendmannschaften von Antofagasta und Unión San Felipe.
Seine Profikarriere als Trainer begann Santibáñez bei Antofagasta Portuario, mit dem er den zehnten Platz in der zweiten Liga erreichte. Er trainierte mit CD Trasandino, Coquimbo Unido und Unión San Felipe weitere Zweitligaklubs, wobei ihm der Aufstieg 1971 mit San Felipe gelang. Historisches gelang ihm in der Folgesaison 1972, als er als Aufsteiger direkt Meister der Primera División wurde.

### Titel mit Unión Española
1974 ging der Coach zum Ligakonkurrenten Unión Española, mit dem er in zwei Amtszeiten beim Klub die Meisterschaften 1973, 1975 und 1977 holte. 1974 war er kurzzeitig bei Deportes Ovalle unter Vertrag. Bei der Copa Libertadores 1975 kam das Team spanischer Einwanderer bis ins Finale, wo das Team gegen Titelverteidiger CA Independiente erst im Entscheidungsspiel unterlag. Die Mannschaft unter Luis Santibáñez gilt noch bis heute als das beste Unión Española aller Zeiten.

### Nationaltrainerzeit und erste Auslandserfahrungen in Ecuador
Durch die Erfolge bei den Rojos wurde er Trainer der Nationalmannschaft erst interimsmäßig, dann aber als Dauerlösung. Luis Santibáñez begann zwar mit einer 2:4-Niederlage im Freundschaftsspiel gegen Schottland, spielte 1979 aber eine gute Copa América, bei der Chile im Finale gegen Paraguay nach jeweils Heimsiegen in Hin- und Rückspiel und einem Remis im Entscheidungsspiel aufgrund des Torverhältnisses unterlag. Bei der Fußball-Weltmeisterschaft 1982 in Spanien war das in der Qualifikation ungeschlagene Chile mit hohen Erwartungen angereist, konnte diese aber keineswegs erfüllen und fuhr nach drei Niederlagen gegen Österreich, Deutschland und Algerien in der Vorrunde ohne Punkt nach Hause. Für Santibáñez waren es die letzte Spiele als Nationaltrainer Chiles. Seine Tätigkeit bei Chile endete mit 14 Siegen, 10 Unentschieden und 13 Niederlagen.
Neben der Arbeit als Nationaltrainer arbeitete Santibáñez für CD O’Higgins und danach bei CD Universidad Católica, bei dem er auch wegen des schlechten Abschneidens bei der Weltmeisterschaft entlassen wurde. Nach weiteren Stationen in Chiles erster Liga ging der frühere Redakteur 1985 erstmals ins Ausland und schloss sich dem ecuadorianischen Erstligisten Barcelona SC an, mit dem er in der ersten Saison direkt ecuadorianischer Meister wurde. Mit dem Ligarivalen CD Filanbanco holte er in der darauffolgenden Saison die Vizemeisterschaft.

### Rückkehr nach Chile und erneute Auslandstätigkeit
1988 kam Santibáñez zu Unión Española, wo er die Mannschaft vor dem Abstieg bewahrte. So bekam er seinen Ruf als Retter vor dem Abstieg, denn auch die Santiago Wanderers 1990, Everton de Viña del Mar 1992 und Coquimbo Unido 1993 führte er zum Klassenerhalt. 1991 gelang dem Trainer mit Deportes Temuco die Meisterschaft der zweiten Liga. 1995 zog es den früheren Nationaltrainer Chiles dann nochmals nach Ecuador, wo er sich LDU Portoviejo anschloss. Nach fünf Jahren ohne Trainertätigkeit ging Santibáñez zum katarischen Klub Al-Arabi, wo er sechs Monate lang tätig war und dann, nach Einmischung der Vereinsführung in Trainerentscheidungen, zurücktrat.

### Letzte Karrierestationen
2001 führte Santibáñez Deportes Arica in die Primera B und rettete das Team vor dem Abstieg in die dritte chilenische Fußballliga. Nach einem Ausflug ins Fernsehen war er zuletzt 2005 Trainer von Fernández Vial.

## Erfolge
Unión San Felipe
- Meister der Segunda División: 1971
- Chilenischer Meister: 1972

Unión Española
- Chilenischer Meister: 1973, 1975, 1977

Barcelona SC
- Ecuadorianischer Meister: 1985

Deportes Temuco
- Meister der Segunda División: 1991

## Persönliches
Im August 2008 wurde Luis Santibáñez mit Leberproblemen in das Hospital del Salvador von Santiago de Chile eingeliefert. Rund zwei Wochen später verstarb der frühere Trainer an Leberversagen.